# Sven Giegold

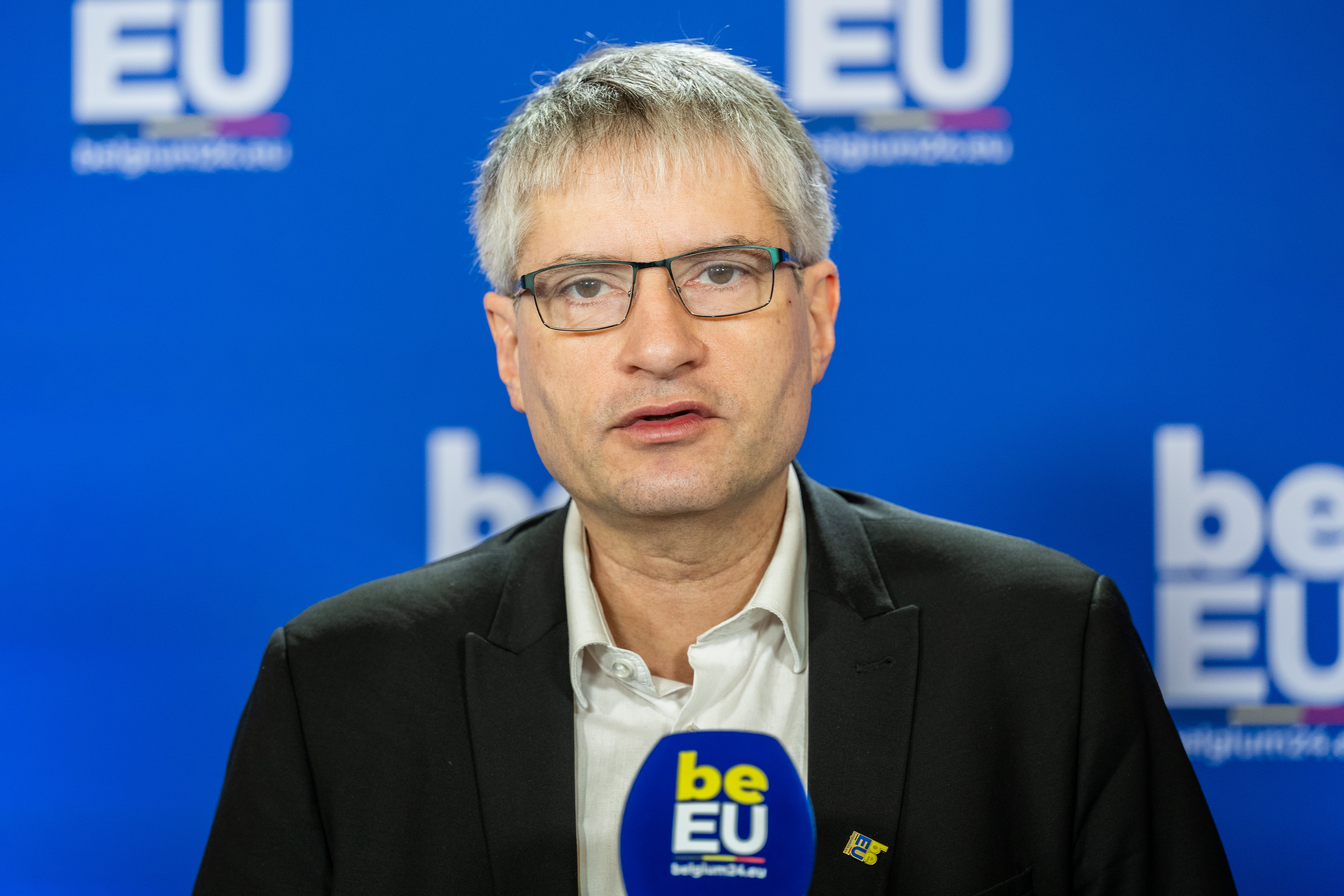
Sven Giegold (2024)

Sven Giegold (* 17. November 1969 in Las Palmas de Gran Canaria, Spanien) ist ein deutscher Politiker (Bündnis 90/Die Grünen). Er war von 2021 bis 2024 beamteter Staatssekretär im Bundesministerium für Wirtschaft und Klimaschutz und davor von 2009 bis 2021 Mitglied des Europäischen Parlamentes. Seit November 2024 ist er stellvertretender Bundesvorsitzender seiner Partei.
Giegold ist Mitbegründer von Attac Deutschland und war beim Aufbau wie auch bei der europäischen Koordination des Netzwerkes einer der prägenden Aktivisten. Von 2001 bis 2007 war er mit kurzer Unterbrechung Mitglied im bundesweiten Attac-Koordinierungskreis, bis 2008 zusätzlich auch im Attac-Rat. Er ist Mitbegründer des Tax Justice Network, dessen Vorstandsvorsitzender er ab 2005 für einige Jahre war.
Seit September 2008 ist Giegold Mitglied von Bündnis 90/Die Grünen. Er kandidierte 2009 auf der Europawahlliste und war ab Juni 2009 Abgeordneter im Europäischen Parlament. Bei den Europawahlen 2014 und 2019 kandidierte er jeweils auf Platz 2 und war damit männlicher Spitzenkandidat von Bündnis 90/Die Grünen für die Wahlen. Von 2014 bis 2021 war Giegold der Sprecher der deutschen grünen Abgeordneten im Europaparlament. Er ist Mitglied im EU-Rat der Agora Energiewende.

## Leben
Sven Giegold wuchs bei seiner Mutter, einer Fotolaborantin, und ihrem Partner, einem Schlosser, in Hannover auf. Dort besuchte er die Herschelschule, an der er auch das Abitur ablegte. Er studierte von 1991 bis 1996 Wirtschaftswissenschaften, Politik und Erwachsenenbildung in Lüneburg, Bremen und Birmingham. 1996 schloss er mit dem Abschluss Master in Wirtschaftsentwicklung und -politik in Birmingham ab. Es folgte ab 1999 ein Studium an der Universität Bremen zu Aspekten der Globalisierung, insbesondere internationaler Makroökonomie.

## Politische Entwicklung

### Anfänge
Sven Giegold engagierte sich als Schüler in der Ökologiebewegung. Er war Landesjugendsprecher der BUNDjugend in Niedersachsen und langjähriger Aktiver beim Jugendumweltnetzwerk sowie am Aufbau des Vereins Ökologisches Zentrum Verden beteiligt, der ein ökologisch-soziales Gründungszentrum betreibt. Er war Mitbegründer und geschäftsführender Vorstand der ökologischen Wohnungsgenossenschaft AllerWohnen e.G.

### Attac (2000–2008)
Als 2000 Attac Deutschland gegründet wurde, gehörte er zu den etwa 200 Gründungsmitgliedern. Er war Mitgründer von Share e. V., dem Verein in Verden (Aller), der bis zur Gründung des Attac-Trägervereins Ende 2004 für die Attac-Finanzen zuständig war. Von 2001 bis Ende 2002 betreute er mit anderen das ehrenamtliche Verdener Attac-Büro. Von 2001 bis 2004 und nach einjähriger Unterbrechung wieder von Oktober 2005 bis November 2007 war Sven Giegold im Attac-Koordinierungskreis, zuerst als einer von mehreren Vertretern des ersten Attac-Büros in Verden, seit 2003 als Vertreter der BUND-Mitgliedsorganisation. Bis Oktober 2008 vertrat er weiterhin den BUND im Attac-Rat. Er war ebenfalls Mitglied der Arbeitsgruppe Finanzmärkte und Steuerflucht von Attac Deutschland. 2002 war er Mitbegründer der europäischen Attac-Koordination der nationalen Attacs. Hierbei hielt er insbesondere den Kontakt zu Attac Frankreich. Des Weiteren brachte er sich in die Initiierung und Koordination mehrerer großer Kongresse (McPlanet.com 2002, Gesteuerte Demokratie 2004, Solidarische Ökonomie 2006, Kapitalismuskongress 2009) ein. 2006 arbeitete er an den „10 Prinzipien für einen demokratischen EU-Vertrag“ mit. Im Jahr 2006 initiierte er das Projekt Europäische Attac-Sommeruniversität, die im August 2008 in Saarbrücken stattfand. Häufig wurde er als ein Sprecher von Attac in deutsche Fernsehsendungen eingeladen.
Giegold wurde von September 2002 bis zu seinem Parteieintritt im September 2008 durch die Bewegungsstiftung als Bewegungsarbeiter unterstützt. Ab Januar 2005 war er jahrelang im internationalen Vorstand des Tax Justice Network (TJN), das er 2003 mitbegründete.
Im Juni 2016 sprach sich Giegold in einem Zeitungsartikel aus Anlass der eidgenössischen Volksabstimmung in der Schweiz zur Initiative Grundeinkommen gegen ein bedingungsloses Grundeinkommen aus.
Sven Giegold ist seit 2017 Vorsitzender des Vorstands der European Christian Convention.

### Weiteres außerparlamentarisches Engagement (seit 2004)
Er war ab 2004 im Beraterkreis von Campact.
Außerdem wurde er 2007 für sechs Jahre in die Präsidialversammlung des Evangelischen Kirchentags gewählt. 2013 wurde er in dieser Funktion wiedergewählt. Dort wirkte er in der Projektleitung für den Ökumenischen Kirchentag 2010 mit und initiierte das Netzwerk „Ökumenischer Kirchentag“. 2015 wurde Sven Giegold in das Präsidium des Deutschen Evangelischen Kirchentags gewählt und 2021 wiedergewählt.
2010 war Giegold einer der vielen Begründer des Instituts Solidarische Moderne (ISM) und 2010 bis 2013 einer der Sprecher des Vorstands.
Am 11. Oktober 2016 hat Sven Giegold eine Petition bei change.org unter dem Titel „EU-Parlament: Lobbyismus transparent machen, schnelle Seitenwechsel verhindern!“ initiiert, die bereits nach wenigen Tagen eine fünfstellige Unterstützerzahl aufwies.

### Bündnis 90/Die Grünen (seit 2008)

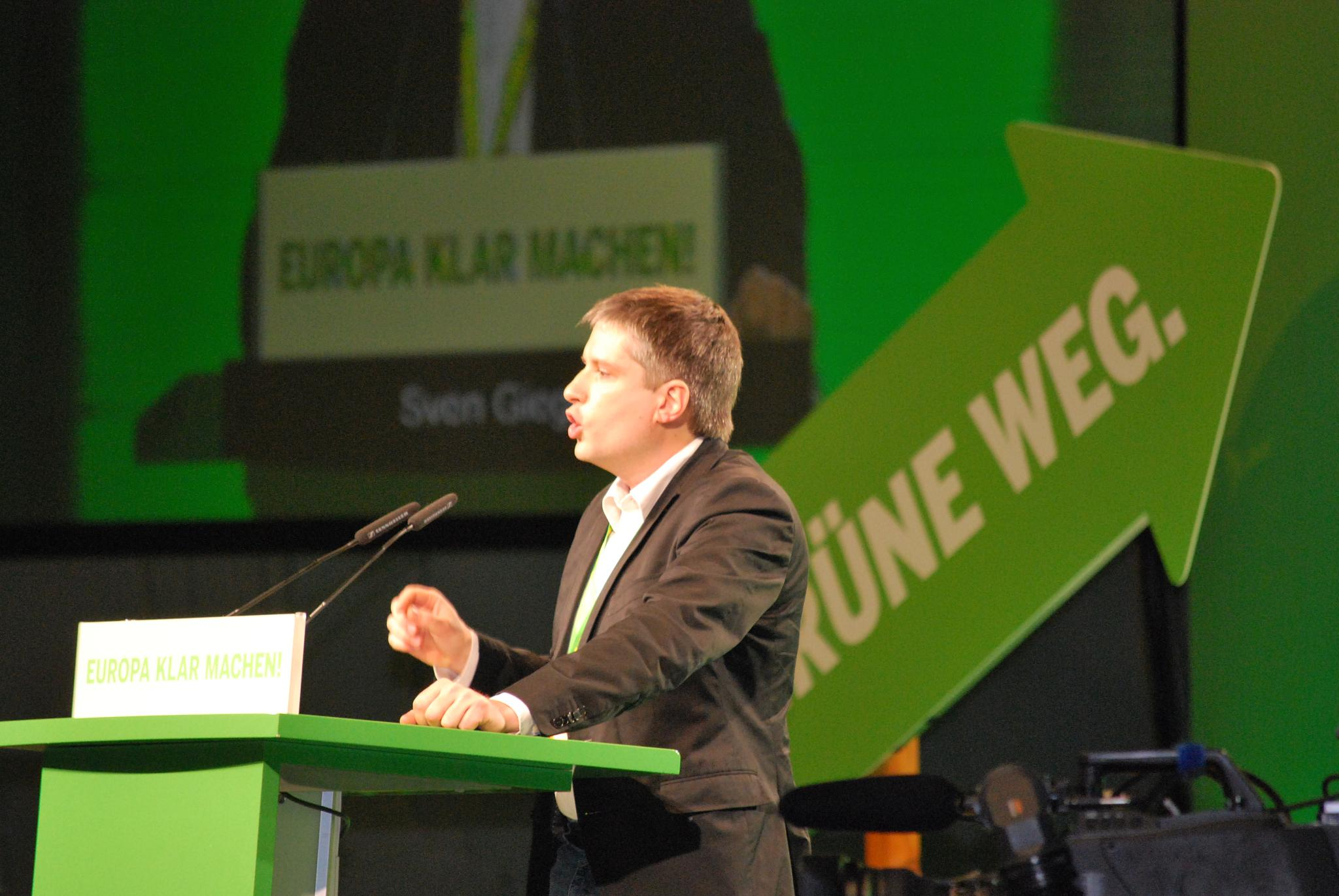
Sven Giegold bei der Bundesdelegiertenkonferenz 2009, auf der er erstmals für Bündnis 90/Die Grünen bei der Europawahl kandidierte.

2008 wurde Giegold durch Bündnis 90/Die Grünen NRW als Kandidat für das Europäische Parlament ins Gespräch gebracht. Im September trat Giegold den Grünen bei. Gleichzeitig beendete er sein Engagement bei Attac, „um die parteipolitische Neutralität von Attac nicht zu gefährden.“ Innerhalb von Bündnis 90/Die Grünen engagierte er sich neben Claudia Roth als Co-Vorsitzender der Demokratiekommission und arbeitete u. a. zum Thema „Soziale und Solidarische Ökonomie“. Giegold schrieb seitdem (Stand 2010) an allen Beschlüssen und Programmen der Partei zur Eurokrise mit.
2008 wurde er als Wirtschaftsexperte der Grünen von vielen Medien zur Wirtschafts- und Finanzkrise befragt und in zahlreiche TV-Sendungen eingeladen. Auf dem Bundesparteitag der Grünen im November 2008 war er maßgeblich an der Ausarbeitung des Antrags „Green New Deal“ zur Finanzkrise beteiligt, welcher auf dem Grünen-Parteitag Januar 2009 verabschiedet wurde. Er besteht aus vier Teilen: einem sozial-ökologischen Investitionsprogramm, einem Programm zur Regulierung der Finanzmärkte, einer höheren Besteuerung von Kapitaleinkommen und einem Programm zum Ausgleich zwischen armen und reichen Ländern.
Auf dem Europa-Parteitag der Grünen im Januar 2009 in Dortmund wurde Giegold auf Platz 4 der grünen Europaliste gewählt. Bei der Europawahl am 7. Juni 2009 erreichten die Grünen 14 Sitze im Parlament, sodass Giegold ins Parlament einzog. Im Europaparlament trat er der Fraktion Die Grünen/EFA bei, für die er in der 7. Legislaturperiode (2009–2014) Mitglied im Ausschuss für Wirtschaft und Währung sowie im Sonderausschuss zur Finanz-, Wirtschafts- und Sozialkrise war. Des Weiteren war er stellvertretendes Mitglied im Ausschuss für Beschäftigung und soziale Angelegenheiten.
Giegold war auf Vorschlag der Grünen Nordrhein-Westfalen Mitglied der 14. Bundesversammlung, die am 30. Juni 2010 den Bundespräsidenten wählte. Am 16. Juni 2012 wurde Giegold in den Landesvorstand der Grünen Nordrhein-Westfalen gewählt.

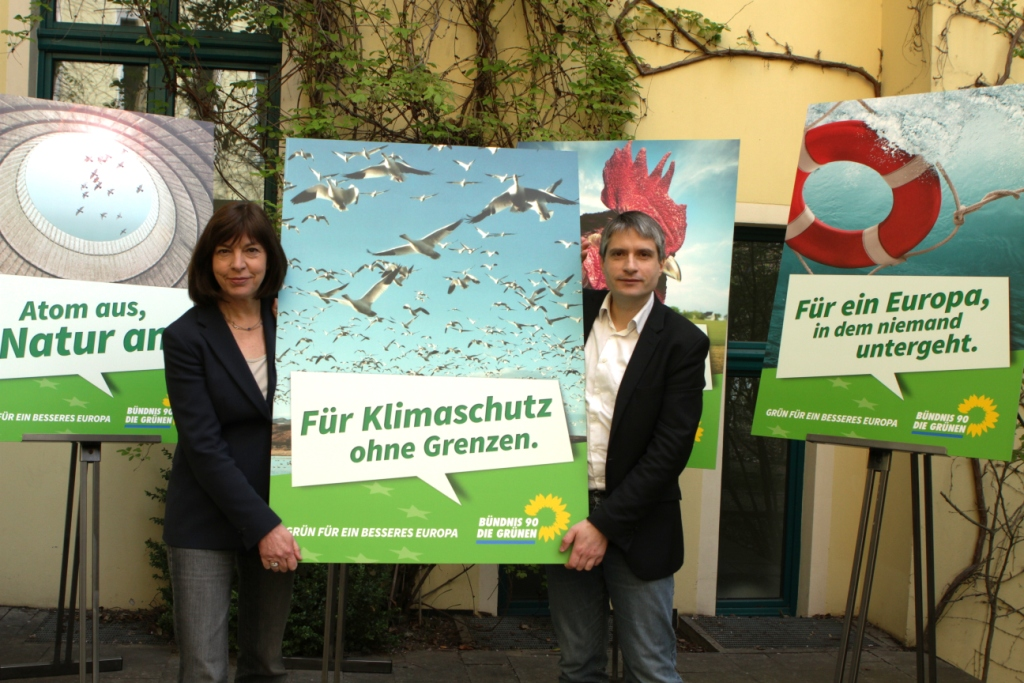
Die Spitzenkandidaten von Bündnis 90/Die Grünen – Rebecca Harms und Sven Giegold – bei der Präsentation der Europawahlkampagne 2014

Auf der Bundesdelegiertenkonferenz 2014 nominierten die Parteidelegierten von Bündnis 90/Die Grünen Sven Giegold auf den zweiten Listenplatz hinter Rebecca Harms. Damit kandidierte Giegold als männlicher Spitzenkandidat der Partei. In der achten Legislaturperiode des Parlaments (2014–2019) war Giegold für seine Fraktion, wie zuvor, Mitglied im Ausschuss für Wirtschaft und Währung. Des Weiteren war er Mitglied in beiden Sonderausschüssen zu Steuervorbescheiden und anderen Maßnahmen ähnlicher Art oder Wirkung (TAXE 1 und TAXE 2), im „Untersuchungsausschuss zur Prüfung von behaupteten Verstößen gegen das Unionsrecht und Missständen bei der Anwendung desselben im Zusammenhang mit Geldwäsche, Steuervermeidung und Steuerhinterziehung“ sowie im Sonderausschuss zu Finanzkriminalität, Steuerhinterziehung und Steuervermeidung. Als stellvertretendes Mitglied war Giegold im Haushaltsausschuss, Ausschuss für konstitutionelle Fragen, sowie im Sonderausschuss Terrorismus.
Für die Europawahl 2019 nominierten die Parteidelegierten Giegold erneut auf Platz 2 nach Ska Keller, sodass Giegold wieder als männlicher Spitzenkandidat der Partei kandidierte. Auch in der neunten Legislatur (2019–2024) war Giegold Mitglied im Ausschuss für Wirtschaft und Währung. Des Weiteren war er stellvertretendes Mitglied im Ausschuss für Umweltfragen, öffentliche Gesundheit und Lebensmittelsicherheit. Nach seiner Ernennung zum Staatssekretär legte er sein Mandat am 15. Dezember 2021 nieder. Für ihn rückte Malte Gallée ins Europaparlament nach.
Im Dezember 2021 wurde er unter Bundesminister Robert Habeck zum Staatssekretär im Bundesministerium für Wirtschaft und Klimaschutz ernannt. Er legte das Amt zum 15. November 2024 nieder, um stellvertretender Bundesvorsitzender der Grünen zu werden. Ihm folgte Bernhard Kluttig nach. Beim Bundesparteitag von Bündnis 90/Die Grünen am 16. November 2024 wurde Giegold mit 80,81 % der Stimmen zum stellvertretenden Bundesvorsitzenden gewählt.

## Kritik
Am 11. September 2020 forderte Giegold eine strengere Regulierung von Bitcoin und Libra als „Einfallstore für Kriminelle und Betrüger“. Er löste damit einen Shitstorm auf Twitter aus, und sein Blog wurde Ziel eines Hackerangriffs, der von polizeilicher Seite bestätigt wurde.

## Schriften
- Steueroasen trockenlegen! Die verborgenen Billionen für Entwicklung und soziale Gerechtigkeit heranziehen. VSA-Verlag, Hamburg 2003, ISBN 3-89965-003-4 (AttacBasisTexte 4).
- Ulrich Müller, Sven Giegold, Malte Arhelger (Hrsg.): Gesteuerte Demokratie? Wie neoliberale Eliten Politik und Öffentlichkeit beeinflussen. VSA, Hamburg 2004, ISBN 3-89965-100-6 (Das Buch zum Kongress Gesteuerte Demokratie? 2004).
- Sven Giegold: Brauchen wir eine Revolution? In: Stefanie Hundsdorfer, Elias Perabo (Hrsg.): Klima der Gerechtigkeit. McPlanet.com – Das Buch zum dritten Kongress von Attac, BUND, EED, Greenpeace, Heinrich-Böll-Stiftung in Kooperation mit dem Wuppertal-Institut für Klima, Umwelt, Energie. VSA, Hamburg 2007, ISBN 978-3-89965-243-7, S. 165–170.
- 10 Prinzipien für einen demokratischen EU Vertrag (Mitwirkung), 2007, 6 S. Grundlegende gemeinsame Veröffentlichung des europäischen Attac-Netzwerks (Online als PDF-Datei; 83kB).
- Sven Giegold, Dagmar Embshoff (Hrsg.): Solidarische Ökonomie im globalisierten Kapitalismus. VSA, Hamburg 2008, ISBN 978-3-89965-227-7, in Kooperation mit der Bewegungsakademie und der tageszeitung (PDF; 1,7 MB).
- Sven Giegold: Solidarische Ökonomie. In: Ulrich Brand (Hrsg.): ABC der Alternativen 2.0. VSA: Verlag, Berlin / Hamburg 2012, ISBN 978-3-89965-500-1, S. 266/267 (vsa-verlag.de [PDF]).
- Sven Giegold mit Udo Philipp und Gerhard Schick: Finanzwende: Den nächsten Crash verhindern. Klaus Wagenbach Verlag, Berlin 2016, ISBN 978-3-8031-2765-5.